# Soda
Pour les articles homonymes, voir Soda (homonymie).
Un soda, aussi appelé boisson gazeuse en France et au Canada francophone, liqueur au Québec, sucrerie en Afrique de l'Ouest, sucré en République démocratique du Congo est une boisson gazeuse généralement sucrée. À l'origine, l'eau était gazéifiée par une solution de bicarbonate de soude (baking soda en anglais).
Le terme soda rassemble aujourd'hui les colas (sodas originellement au cola et généralement à la caféine), les limonades (sodas au citron) et d’autres boissons gazeuses aromatisées ou légèrement alcoolisées. Sa consommation (qui a été multipliée par six au cours des cinquante dernières années aux États-Unis) est devenue la plus importante catégorie d'apport calorique chez les enfants, dépassant le lait à la fin des années 1990, devenant l'une des premières sources d'obésité infantile.

## Histoire du soda
L'histoire du soda remonte à « l'invention » de l'eau gazeuse (« soda water » en anglais), procédé développé par le polymathe britannique Joseph Priestley dans les années 1770. La technique de Priestley est reprise et améliorée par Johann Jacob Schweppe dans les années 1780. En 1790, Schweppe ouvre à Londres, sur Drury Lane, la première usine de soda au monde, connue depuis sous le nom de Schweppes.
L'histoire du soda est également liée au bicarbonate de sodium dont la dénomination en anglais-américain contient le terme soda.
Parmi les plus anciennes boissons gazeuses à avoir été commercialisées figurent le « flotteur » (un mélange de liqueur douce et de crème glacée), la root beer (1850), le Hamoud Boualem (1878), Hamoud fait construire la première usine produisant principalement de l'eau gazeuse à Alger, Algérie , le Dr Pepper (1885), le Coca-Cola (1886)  ou encore le Pepsi-Cola (1898).

## Composition

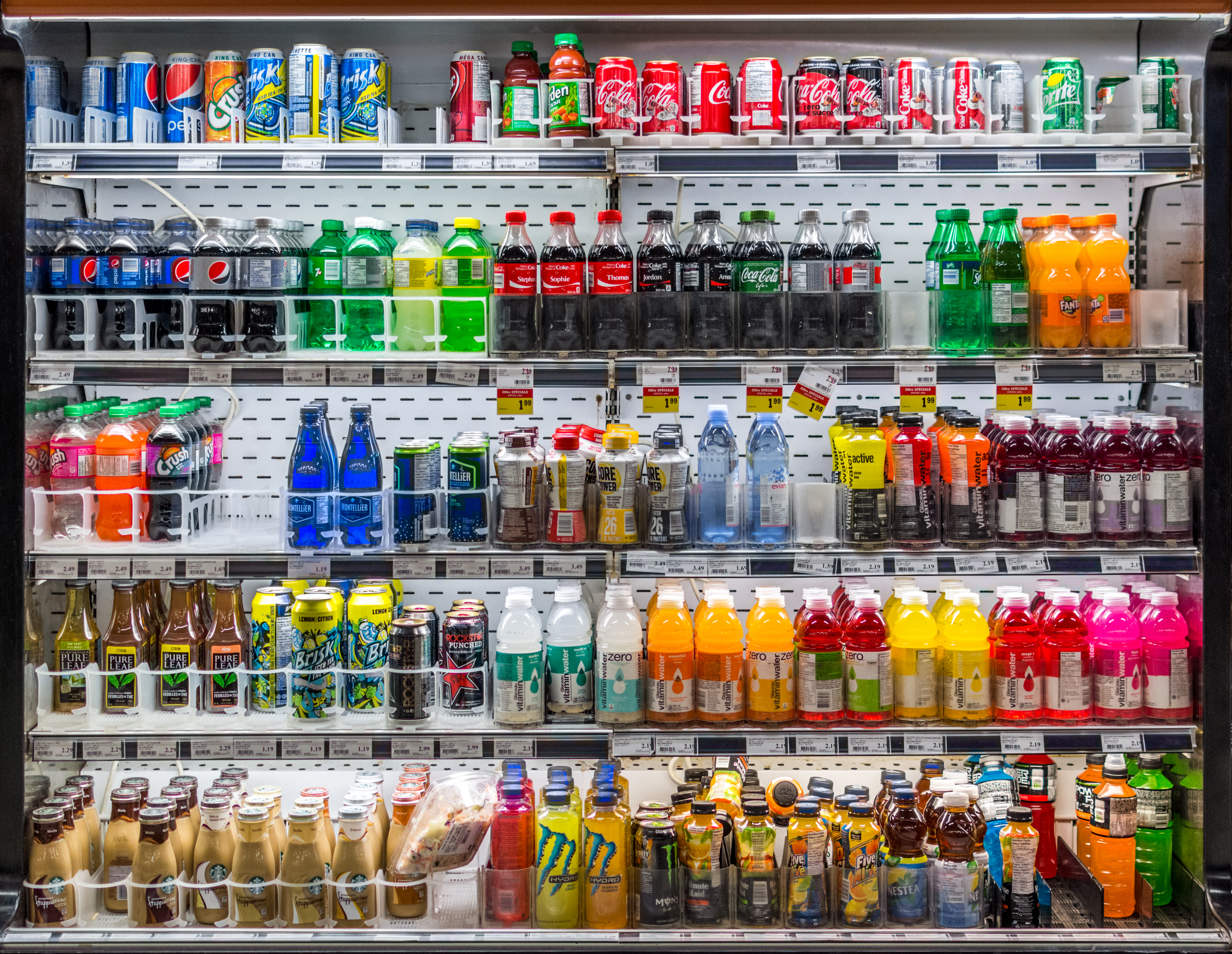
Rayon de sodas dans un supermarché au Québec.

Les sodas étaient traditionnellement composés d'eau, de sucre et de différents types d'extrait de plantes/fruits, sans alcool. Mais de l'eau et du gaz ne donnent pas du soda. Puis, récemment certaines marques ont remplacé le sucre par des édulcorants pour produire des sodas dits light. Le CO2 contenu dans le soda est inséré à la fabrication.
Les sodas peuvent contenir du cola, de la caféine (comme le Coca-Cola, le Pepsi-Cola, etc.), des limonades contiennent des extraits de fruits ou des huiles essentielles et divers extraits végétaux (sodas au citron, comme le 7 Up ou le Sprite), le Ricqlès ou le Toto Vino soda.
En 2012, il existe des milliers de sodas de par le monde. Dans un pays comme la France, il est probable qu'il existe 150  à   300 types de sodas sur le marché.
En France, l'emploi d'un ingrédient dans un soda nécessite une autorisation délivrée par les pouvoirs publics après évaluation des risques par une agence indépendante (Autorité européenne de sécurité des aliments (AESA) ou, en France, l'Agence nationale de sécurité sanitaire de l’alimentation, de l’environnement et du travail (Anses)).
L'AESA utilise la notion de dose journalière admissible (DJA) pour définir les ingrédients autorisés:
- l'emploi d'aspartame (E951) a fait l'objet d'un rapport par l'ANSES et l’EFSA[6].
- le « colorant caramel » E150d est interdit en Californie mais autorisé en Europe[6]
- l’acide phosphorique (E338) est un additif acidifiant autorisé avec une dose journalière admissible de 70 mg/kg de poids corporel.
- les bouteilles en plastique et les résines époxy en intérieur de canettes peuvent contenir du bisphénol A (BPA), dont la migration de l’emballage vers l’aliment est de 0,6 mg/kg.
- les sodas ont des teneurs en caféine inférieures à 120 mg/L (contre 500 à 2 200 mg/L pour du café)[6].

## Santé
Les Américains consomment de grandes quantités de sodas : en 2015 par an et par habitant, 146,5 litres pour les mexicains et 125,9 litres aux États-Unis. La même année, les Français en ont consommé 50,9 litres, soit deux fois plus que leur consommation de jus de fruits (22 l/an en 2016, chiffre stable depuis 2009).
Selon une étude ayant porté sur les effets de la consommation de sodas chez les adultes dans le monde entier la consommation de sodas serait cause d'un excédent de mortalité correspondant à 180 000 décès/an, en tant que facteur d'aggravation des risques d'obésité, de diabète, de maladies cardiovasculaires, mais aussi de cancers et décès induits (133 000 morts de diabète, 44 000 par maladies cardiovasculaires et 6 000 à la suite d'un cancer). Cette surmortalité est à 78 % géolocalisée dans les pays pauvres et les pays à PIB moyen où les sodas sont plus accessibles et moins chers que les jus de fruits, et où ils font l'objet d'une publicité presque omniprésente. C'est dans les Caraïbes et en Amérique latine que le diabète induit domine, alors que les problèmes cardiovasculaires dominent en Eurasie. Le Mexique semble le plus touché par cette surmortalité (318 cas de surmortalité induite par le soda par million de personnes), à l'opposé du Japon où ce taux n'est que de 10 par million). Il n'existe pas de telles statistiques à grande échelle concernant les enfants. Gitanjali Singh, directeur de l'étude, estime que les politiques de santé publique devraient plus efficacement réduire la présence et la consommation de sodas et autres boissons artificiellement sucrées.
Dans l'Union européenne de 2012, la consommation était de 71,7 litres par an
L'Europe n'est pas épargnée : une étude épidémiologique récente basée sur plus de 340 000 participants (issus de la cohorte EPIC ; European Prospective Investigation into Cancer and Nutrition), publiée en 2013 dans la revue Diabetologia a conclu qu'une canette de soda par jour suffit à accroître d’environ 20 % le risque de diabète de type 2 (non insulinodépendant), alors que les nectars et les jus, quand ils sont constitués de 100 % de fruits, semblent n’avoir aucun effet. L'aggravation du risque ne concerne pas que les obèses, il reste de 18 % après prise en compte de l’indice de masse corporelle (IMC).
Les sodas sucrés à l'aspartame, selon cette étude ne semblent pas augmenter le risque de diabète, sauf (+ 52 % de risque) chez les obèses, mais cette dernière augmentation résulterait de ce que les statisticiens appellent une  « causalité inverse », cette augmentation de risque traduisant simplement le fait que les sodas light sont plus souvent consommés par des personnes obèses ou en surpoids (connues pour un risque augmenté de diabète). Selon une étude de l'Inserm parue la même année, le risque de diabète est plus important chez les femmes consommant des sodas avec un édulcorant que chez celles consommant des sodas sucrés.
Depuis la fin du vingtième siècle, pour diminuer la charge calorique de ces boissons favorisant l'obésité, le diabète, des problèmes cardiovasculaires ou la carie dentaire, les fabricants ont mis sur le marché des boissons sans sucre ou sucrées aux édulcorants. L'innocuité de certains édulcorants est cependant encore discutée, ainsi que leur efficacité (car ils entretiendraient un goût pour le sucre).
Les effets du sucre sur la santé sont le principal problème, mais non le seul ; on sait au moins depuis les années 1960 que certains sodas étant très acides (ex : pH 2,7), ils attaquent les dents et ne doivent pas être conservés ni servis dans des récipients métalliques ou contenant des métaux (car ils peuvent désorber du plomb contenu dans l'émail ou dans le matériau d'une carafe en cristal par exemple, et alors devenir indirectement source de saturnisme, de même pour d'autres produits toxiques ou indésirables et solubles dans l'acide).